# Arthur Johnson (cestista)
Arthur Dock Johnson (Detroit, 22 dicembre 1981) è un ex cestista statunitense, professionista in Europa e in Asia.

## Carriera
Con gli Stati Uniti ha disputato i Giochi panamericani di Santo Domingo 2003.